# Nuraghe Santu Sciori
Il Nuraghe Santu Sciori (a volte nominato, sempre in sardo, Santu Luxori  o nuraghe San Lussorio in italiano) è un nuraghe situato nelle campagne del comune sardo di Pabillonis nel Medio Campidano.
Risale alla media età del bronzo (1300 a.C.) e comprende un'area di più di 2400 metri quadrati, dove all'inizio dell'Ottocento fu scoperta un'urna contenente ossa umane, che indica la presenza di una necropoli. La parte emergente potrebbe essere solo quella più alta dell'intero nuraghe, che quindi sarebbe semisommerso e forse appartenente a un complesso più ampio.
Vittorio Angius nei suoi scritti affermava: «il terzo denominato dall'indicata chiesa di S. Lussorio e prossimo al fiume è pure da esser riguardato per la sua grandezza. Esso era circondato d'un'altra costruzione e due nuraghetti di questa si possono ancora vedere in parte. In uno de' quali nel principio del corrente secolo si scoprì un'urna quadrilunga di metri due e mezzo nel lato maggiore, e dentro la medesima delle grandi ossa (!!)».

## Contesto ambientale e collocazione geografica
Il nuraghe Santu Sciori o San Lussorio è posto su una piccola collinetta da cui si domina gran parte del Campidano, quasi al confine del territorio comunale, sopra un'ansa del fiume Mannu.
Il sito è facilmente raggiungibile percorrendo la strada SP 4.20 in direzione Sa Zeppara per poi svoltare a destra e percorrere la SP 98 in direzione Mogoro. Una volta superato il ponte voltare a destra nella stradina di campagna e proseguire per circa 2 km.

## Descrizione

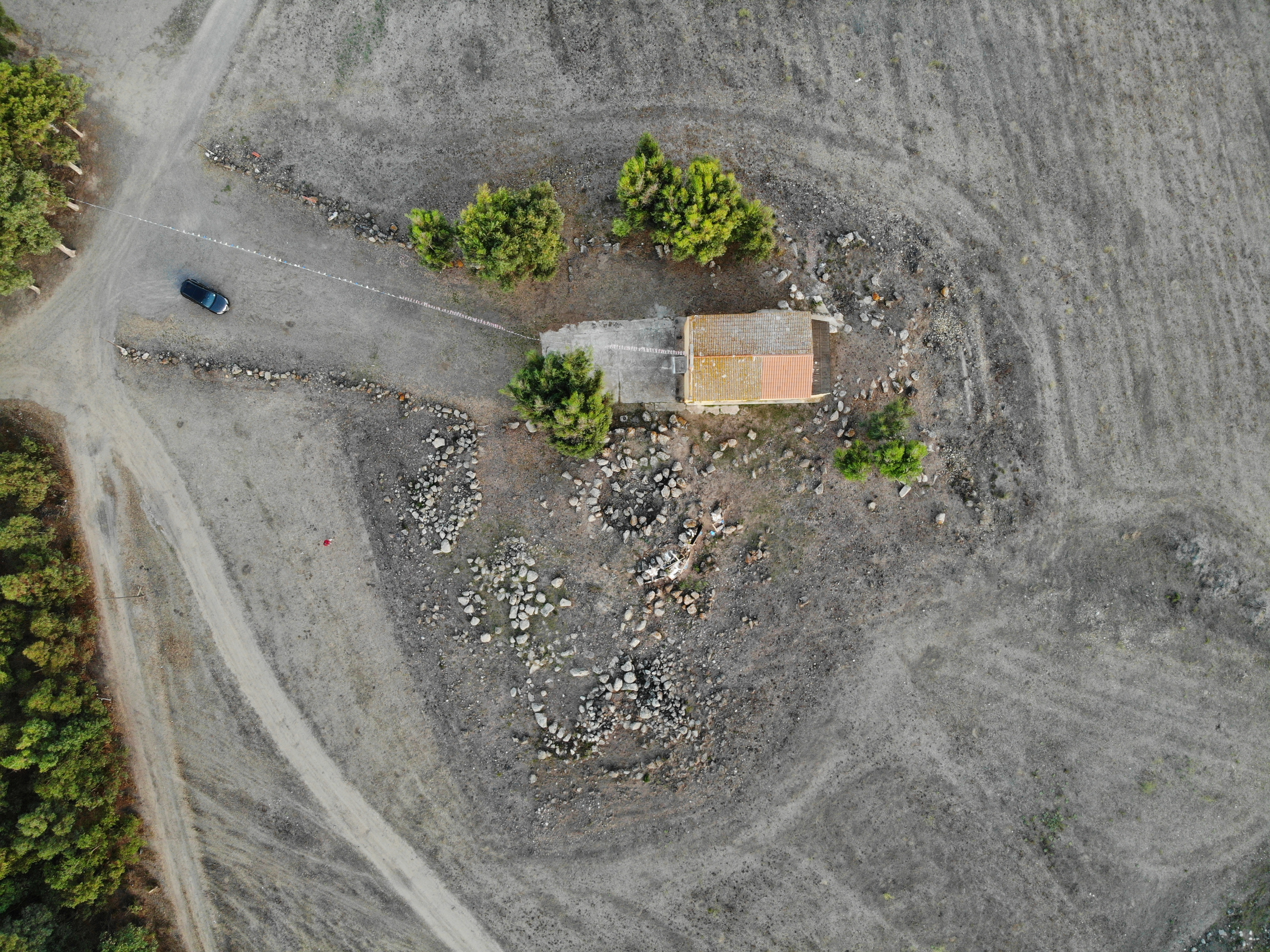

Costruito interamente in roccia basaltica, il nuraghe Santu Sciori presenta una struttura complessa, composta da un bastione polilobato, più da alcune torri antemurali di cui si intravedono i ruderi.
Il nuraghe è in parte occupato da una piccola chiesa costruita negli anni 1970 in onore del santo. Resta visibile la torre centrale, mentre altre torri sono parzialmente coperte dalla cementificazione, dalla vegetazione e da alberi di eucalipto.
A circa 40 metri è presente l'antica chiesa di Santa Caterina costruita su un piccolo nuraghe quasi completamente sommerso dalla terra.

## Galleria d'immagini

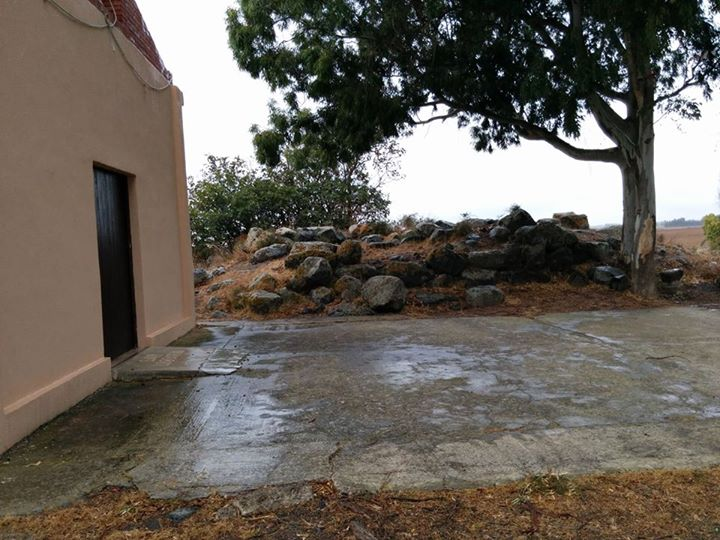
Ingresso della chiesa e ruderi del nuraghe.
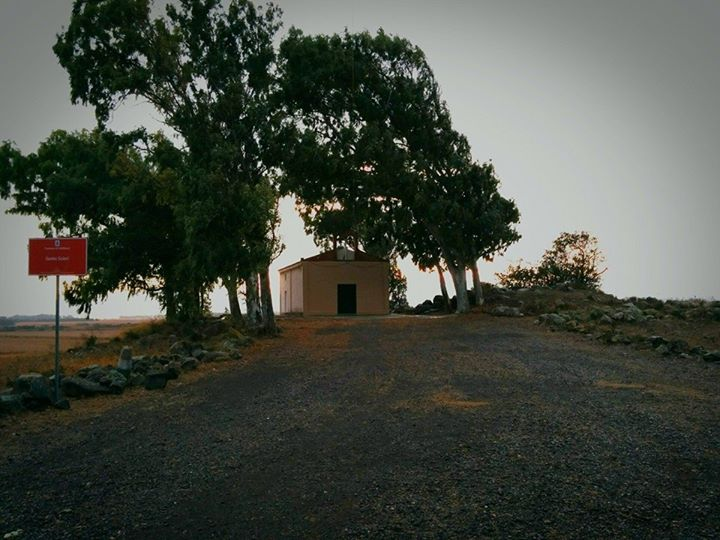
Chiesa campestre di Santu Sciori.
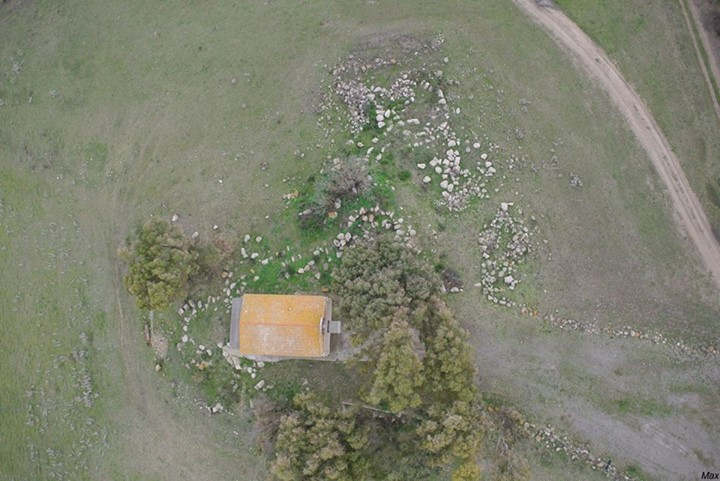
Vista aerea della chiesa e del nuraghe.
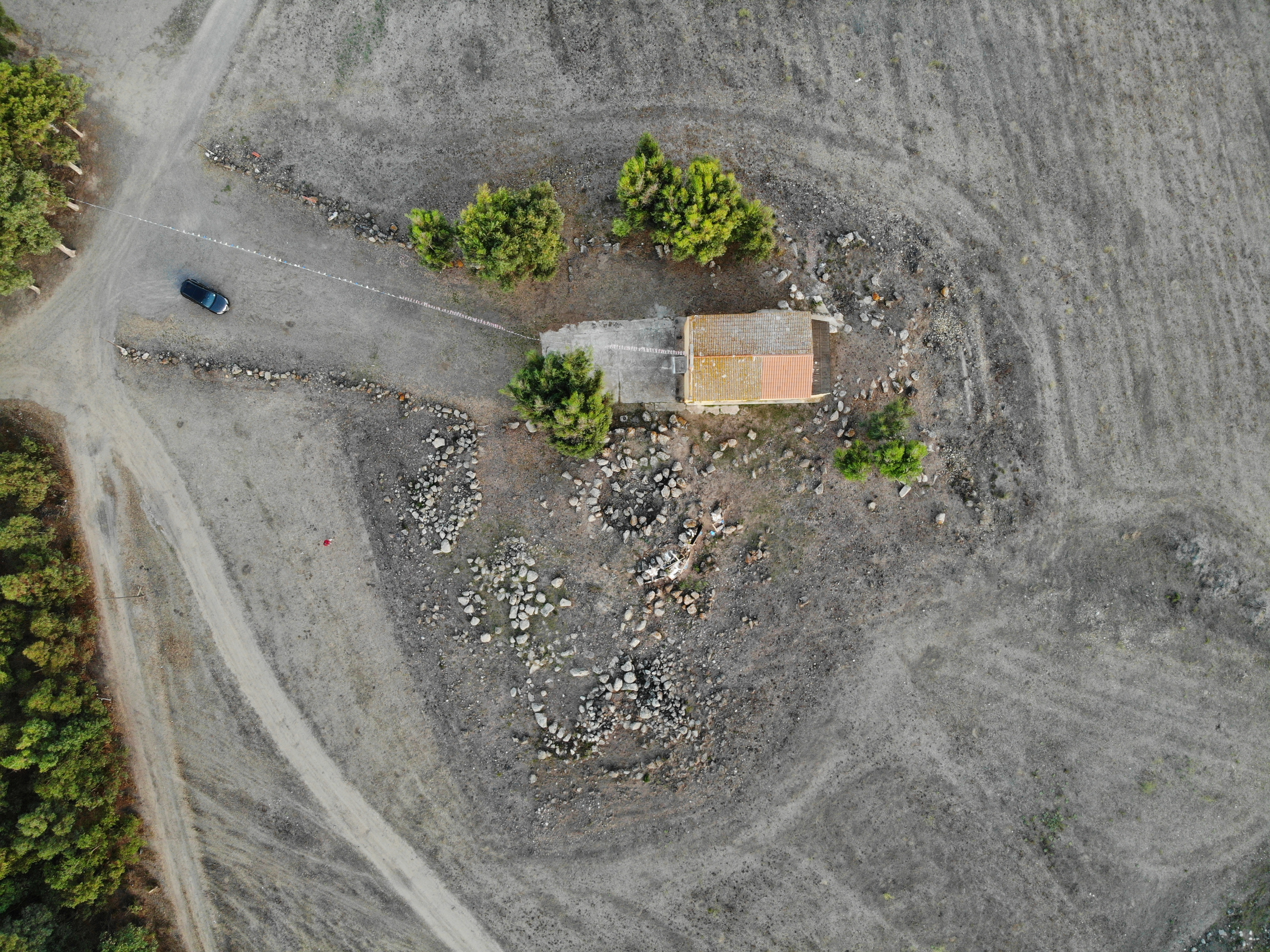
Veduta aerea in alta risoluzione.